# Сіделко

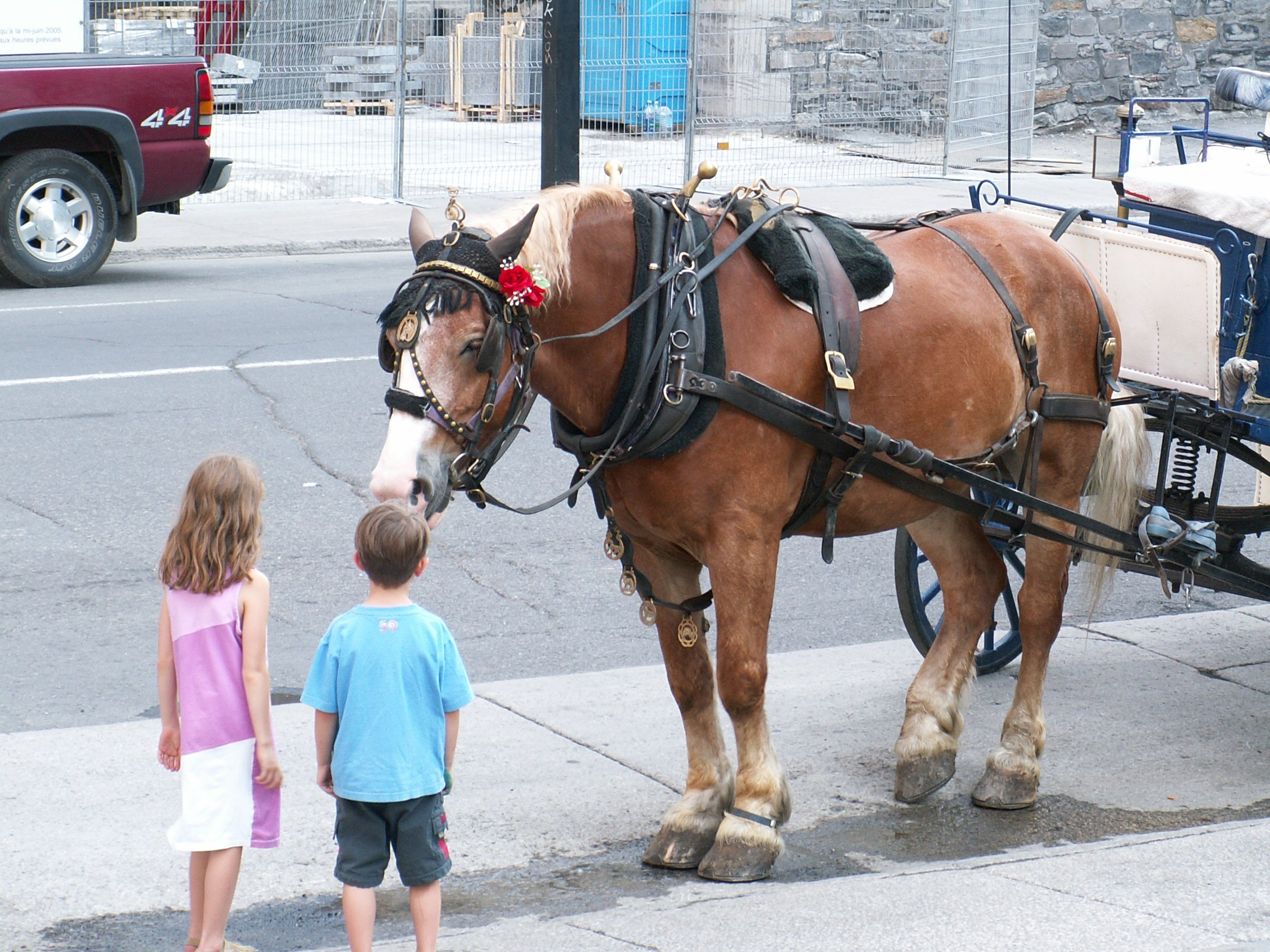
Лежаче сіделко в голобельно-посторонковому запрягу. Видно черезсіделок, який лежить на ньому і з'єднує вкорочені голоблі.

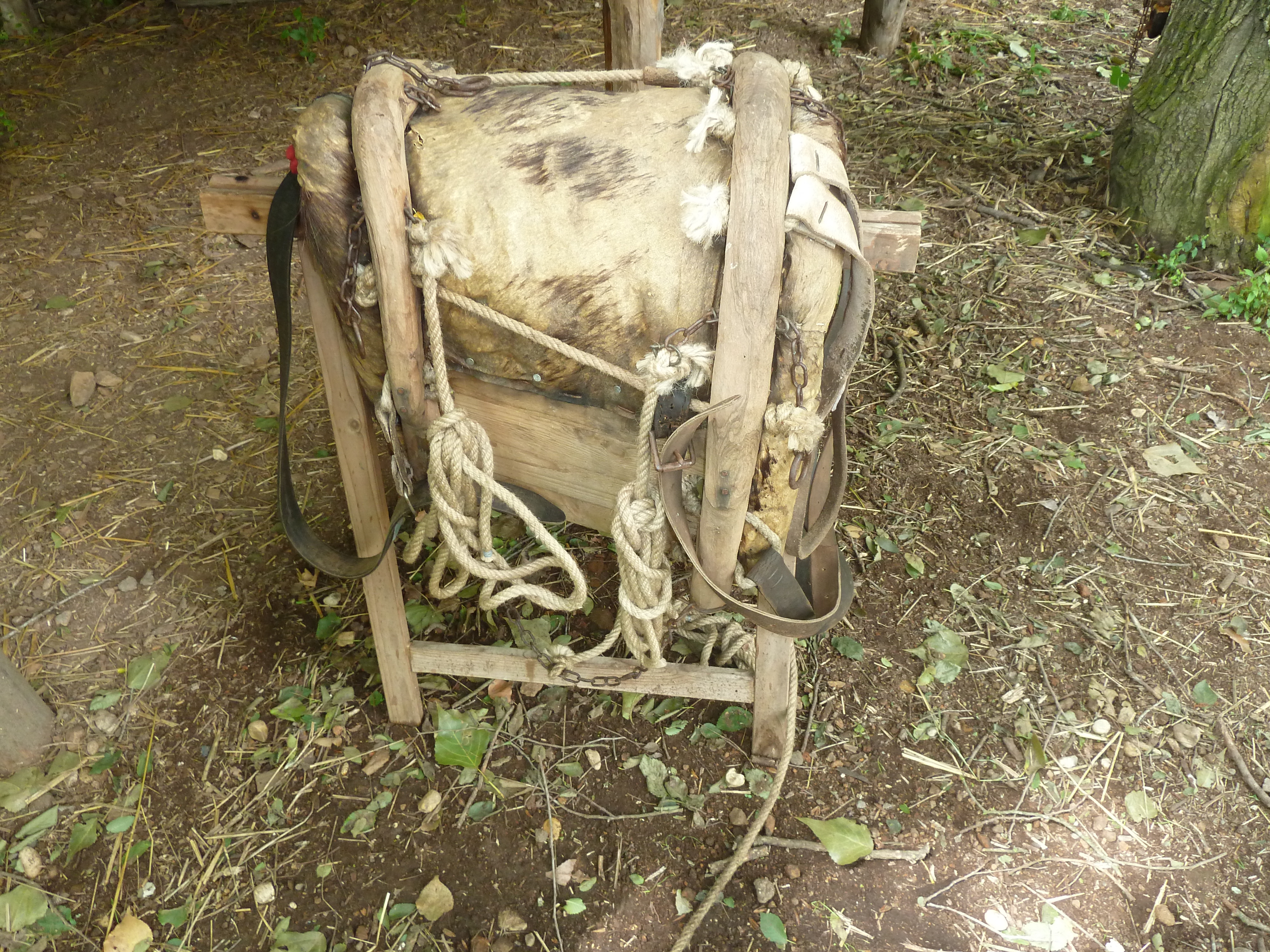
Стояче сіделко. Видно дуги арчака, одну з полиць та пітник під ними

Сіде́лко, сіде́лка — частина упряжі для коней у вигляді подушки, що підкладається під черезсіделок (ремінь, що йде через спину коня від однієї голоблі до другої). Збільшує площу опори черезсіделка, захищаючи від пошкоджень спину коня. Окрім того, воно приймає на себе 15-20 % тяглового зусилля. Функція черезсіделка — переносити вагу голобель і хомута (і частину тягового зусилля) на спину. Як і верхові сідла, сіделко кріпиться до спини коня за допомогою попруги.
Сіделка існують двох типів: пряме чи лежаче і горбате чи стояче (останнє більш поширене). Лежаче використовують для коней з низькою холкою, стояче — для коней з високою холкою, а також для коней середньої і нижчесередньої вгодованості.
Лежаче сіделко складається з основи-подушки, покришки і наскрізного горта — ременя, який проходить через прорізи в покришці й пристібується кінцями до попруги. По боках сіделка розташовано по дерев'яній колодці, до яких металевими пластинами-личинками кріплять металеві дужки. Через дужки проходить черезсіделок. Стояче сіделко складається з арчака — двох вигнутих догори дуг, двох прикріплених під ними по боках широких полиць, на яких кріпляться кільця для двох гортів і дві дужки для черезсіделка, а під арчак кладеться пітник.
До сіделка кріпляться вкорочені голоблі при використанні голобельно-посторонкового («англійського») запрягу.
У разі використання цугового запрягу з форейторами для них замість сіделок застосовуються звичайні верхові сідла.